# Emre Nefiz
Emre Nefiz (sinh 24 tháng 11 năm 1994) là một cầu thủ bóng đá Thổ Nhĩ Kỳ thi đấu ở vị trí tiền vệ cánh cho Alanyaspor.
Nefiz sinh ra ở Đức có gốc Thổ Nhĩ Kỳ, và đại diện cho U-19 Thổ Nhĩ Kỳ.